# Charlotte (film)
Charlotte is een Duitse-Nederlandse film uit 1981 van Frans Weisz met in de hoofdrollen Birgit Doll, Derek Jacobi en Max Croiset.
Het scenario van de film is gebaseerd op het levensverhaal van de joodse kunstenares Charlotte Salomon. In Duitsland werd de film onder de titel Charlotte S. uitgebracht. De film kreeg goede kritieken, maar was geen commercieel succes.

## Verhaal
Charlotte Salomon besluit in januari 1939 haar woonplaats Berlijn te ontvluchten. Sinds 1933 zijn de nazi's aan de macht in Duitsland en het antisemitisme wordt steeds heviger. Ze gaat per trein naar Zuid-Frankrijk om bij haar grootouders in Ville Franche in te trekken. Als op 1 september 1939 de Duitse troepen Polen binnenvallen en de Britten en Fransen aan Duitsland de oorlog verklaren, doet Charlottes grootmoeder een zelfmoordpoging. Charlotte verhindert de poging, maar realiseert zich dat de depressie in de familie zit. Ook haar eigen moeder heeft zichzelf om het leven gebracht. Voor Charlotte is die gedachte een keerpunt. Gaat ze ook mee in de kennelijke erfelijke depressie of verzet ze zich? Ze is kunstenares en studeerde in Berlijn aan de Academie voor Beeldende Kunsten. Gesteund door Daberlohn, de zangleraar van haar stiefmoeder, gaat Charlotte haar leven en gevoelens uitdrukken in schilderijen en gouaches. Haar herinneringen aan haar vader, een chirurg die zich verzette tegen de nazi's die de joodse cultuur wilden vernietigen, aan haar stiefmoeder die zo prachtig kon zingen, alles komt weer boven. Ook haar liefde voor Daberlohn, die haar leert te leven en te lijden komt tot uiting in de 1300 tekeningen en gouaches Leven? of Theater? genoemd. Het maken van de cyclus put haar uit, maar gedreven door haar wil niet te vervallen in een depressie, weet ze het werk in 1942 te voltooien. Ze geeft haar opus in bewaring in Ville Franche en loopt weg. In 1943 wordt ze opgepakt en gedeporteerd naar Auschwitz, waar ze in hetzelfde jaar wordt vermoord.

## Rolverdeling
| Acteur                  | Personage          |
| ----------------------- | ------------------ |
| Birgit Doll             | Charlotte Salomon  |
| Max Croiset             | Albert             |
| Derek Jacobi            | Daberlohn          |
| Brigitte Horney         | grootmoeder        |
| Peter Faber             | Frits Blech        |
| Elisabeth Trissenaar    | Paulinka           |
| Peter Capell            | grootvader         |
| Maria Machado           | mevr. Schwartz     |
| Buddy Elias             | dhr. Schwartz      |
| Lous Hensen             | mevr. Deutscher    |
| Eric Vaessen            | dhr. Deutscher     |
| Shireen Strooker        | Mukki              |
| Yoka Berretty           | mevr. Morgan       |
| Irene Jarosch           | Magda              |
| Patricia Hodge          | tekenlerares       |
| Ton Lensink             | dr. Moridini       |
| Harke de Roos -dirigent |                    |
| Shaun Lawton            | radioverslaggever) |
| Johanna Sophia          | Gisela             |
| Leonard Frank           | Alexander Loebler  |

## Achtergrond
Na haar dood liet de joodse kunstenares haar levenswerk Leben oder Theater na. Dit werk omvatte 1300 gouaches vol herinneringen aan haar korte leven. Deze vormde de basis van het scenario dat Frans Weisz en Judith Herzberg schreven over Charlotte Salomon. Salomon werd op 16 april 1917 geboren in Berlijn. Haar moeder pleegde zelfmoord toen ze negen jaar oud was. In 1936 ging ze naar de Berlijnse kunstacademie en werd niet lang daarna van de school verwijderd toen bleek dat ze joods was. Na de beruchte Kristallnacht was het duidelijk dat de joodse bevolking in Duitsland geen toekomst had en begin 1939 vluchtte ze naar haar grootouders in Zuid-Frankrijk. Daar maakte ze haar levenswerk: de 1300 autobiografische gouaches onder de titel Leben oder Theater. In haar expressionistische stijl schilderde ze in 1942 aan de werken. Charlotte woonde in Zuid-Frankrijk, dat toen Vichy-Frankrijk werd genoemd, het deel van Frankrijk dat in naam niet bezet was door de Duitsers. Maar de Franse regering van Vichy-Frankrijk collaboreerde met de Duitsers en stuurde de joodse inwoners via Kamp Drancy of Durchgangslager Drancy vanaf 1941 naar de vernietigingskampen in Polen, met name naar Auschwitz-Birkenau. Op 24 september 1943 werd Charlotte opgepakt en samen met haar echtgenoot, de Oostenrijkse vluchteling Alexander, op transport gesteld naar Auschwitz. Op 10 oktober 1943 werd de vier maanden zwangere Charlotte daar vermoord.

## Productie
De opnames werden gemaakt in West-Berlijn, Duitsland, Savona, Ligurië, Italië en in Zuid-Frankrijk. Cameraman Jerzy Lipman werd later vervangen door Theo van de Sande. De film werd grotendeels gefinancierd met Duits geld en kon daarom niet worden afgevaardigd als Nederlandse inzending voor de categorie Beste Buitenlandse Film van de Academy Awards. De film werd in Duitsland en in Nederland vertoond in de bioscoop. In Groot-Brittannië werd de film aangekocht voor televisie, evenals in Italië waar hij werd aangekocht door Rai Uno.